# Acquaviva delle Fonti
Acquaviva delle Fonti (Jacquavìve, AFI: [jakːwaˈviːvə], in dialetto locale, fino al 1863 chiamata Acquaviva) è un comune italiano di 19 697 abitanti della città metropolitana di Bari, in Puglia. Ha fatto parte della Comunità montana della Murgia Barese Sud-Est.
La cittadina è celebre perché sede di uno dei più importanti nosocomi dell'Italia meridionale, l'ospedale Miulli, e per la sua caratteristica cipolla rossa insignita del marchio "Prodotti di Qualità" Puglia, Presidio Slow Food e della De.C.O. (Denominazione Comunale di Origine). Sorge sull'altopiano delle Murge, intorno ai 300 metri sul livello del mare.

## Geografia fisica

### Territorio

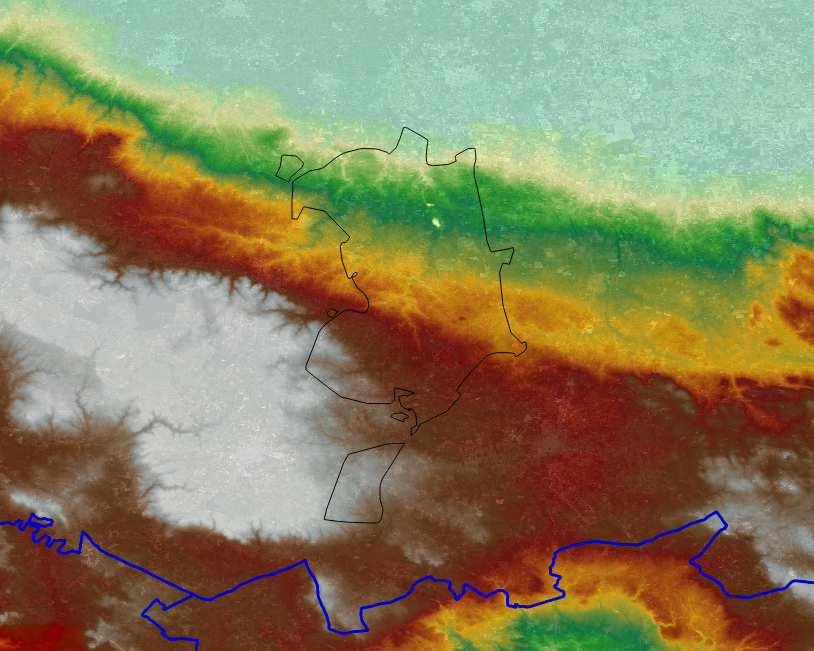
Orografia di Acquaviva delle Fonti. In nero sono segnati i confini comunali, in blu quelli provinciali.

La cittadina sorge ad un'altitudine media di 300 metri sul livello del mare nell'entroterra pugliese, sulla bassa Murgia barese, non distante sia dalla costa adriatica che da quella ionica. Acquaviva deve il suo nome alla grande falda acquifera che scorre nel suo sottosuolo, che si estende dal centro storico fino ai piedi della collina di Salentino. Il piatto paesaggio che si osserva dalle contrade Collone e Monticelli, le zone più alte del territorio, è improvvisamente interrotto da avvallamenti detti lame, ovvero letti di antichi fiumi ormai secchi, modellati dal carsismo. Tipica delle lame è una rigogliosa macchia mediterranea. Altri fenomeni dovuti al carsismo sono le doline, localizzate prevalentemente nelle lame, che sono buchi nel terreno a forma di imbuto o scodella. La parte del territorio comunale a nord del centro abitato, pianeggiante, arriva a toccare un'altitudine poco inferiore ai 200 m s.l.m. che, via via che si procede verso sud, aumenta fino a superare, nelle propaggini più meridionali del territorio comunale dall'andamento collinare, anche i 430 metri sul livello del mare.

### Clima
Il clima è mediterraneo con inverni freschi e variabili, e con estati abbastanza secche. La media annuale delle precipitazioni si attesta sotto i 600 mm, a causa dello sbarramento orografico a Sudovest, con piogge più frequenti durante l'autunno e l'inverno e meno frequenti durante l'estate (dove non mancano però temporali pomeridiani). Le massime giornaliere si attestano dunque soltanto su 26-31 °C, con occasionali massime sopra i 35 °C (durante l'arrivo dell'Anticiclone Africano, soprattutto con correnti favoniche sud-occidentali). Le notti estive hanno invece come media 17-23 °C. Le temperature invernali sono di 9-14 °C per le massime e di 4-9 °C per le minime. Tra l'autunno e l'inverno può fare la sua comparsa la nebbia. Quella da irraggiamento si manifesta nelle notti di alta pressione, quella da avvezione o con correnti umide meridionali in risalita dal Mar Ionio o con correnti umide settentrionali provenienti dal Mare Adriatico. Si possono inoltre verificare brinate e gelate notturne, tuttavia le minime raramente scendono sotto i −3 °C. La caduta della neve avviene quasi esclusivamente durante le ondate di aria fredda provenienti dai Balcani, grazie all'azione "umidificatrice" dell'Adriatico che conferisce umidità alle fredde masse d'aria nordorientali.
- Classificazione climatica:[5]
  - Zona climatica D;
  - Gradi giorno 1610.

## Origini del nome
Il nome Acquaviva viene dalla falda acquifera cittadina superficiale che si estende sotto il territorio comunale, conosciuta già in epoca romana. In passato la città era conosciuta per l'abbondanza d'acqua, tanto che durante i periodi di siccità vi si recavano persone da altri paesi per l'approvvigionamento d'acqua. Tracce dell'importanza dell'acqua per la comunità sono i numerosi pozzi del centro antico e in campagna le 'ngegne, macchine tradizionali a trazione animale che attingevano acqua dai pozzi artesiani.

## Storia
Le sue origini non sono certe. Alcuni studiosi ritengono che sia sorta intorno al IV-V secolo a.C. nella zona di Salentino (collina situata a pochi chilometri dall'abitato e dominante una grande zona pianeggiante e molto fertile); altri sostengono che i primi insediamenti acquavivesi si potrebbero far risalire al periodo che intercorre fra il VI e VIII secolo d.C. È cosa certa, che a Salentino vi fu un insediamento antico perché gli scavi effettuati nel 1976 ne diedero conferma. Infatti furono portati alla luce diverse abitazioni complete di focolari ed a fianco ad esse furono ritrovate le sepolture con scheletri umani.
La fertilità delle terre a valle, la ricchezza delle acque sorgive o qualche devastazione furono le cause che spinsero gli abitanti a spostarsi verso l'attuale centro urbano. Il toponimo in epoca latina era Aquaviva. L'attuale Acquaviva, infatti, venne abitata dagli emigrati degli antichi villaggi di Malano, Ventauro, San Pietro, San Marco, Sant'Angelo e Salentino. Acquaviva fin dall'età più remota crebbe rapidamente, rispetto agli altri villaggi, grazie al suo clima e alla presenza delle falde acquifere ed è grazie a quest'ultima ricchezza che, dopo molti secoli, al nome Acquaviva è stato aggiunto "delle Fonti".
L'acqua sotterranea, raccolta nelle falde, era sfruttata per scopi agricoli e tirata su dalla noria, secondo il linguaggio locale la 'ngegne, che era una macchina attivata da un asino o da un mulo che girava in circolo all'infinito (tutt'oggi questo oggetto è visibile in piazza Vittorio Emanuele II).

Il suo nome comunque risulta tra le sedi episcopali dei primi tempi della Chiesa. Appartenuta successivamente ai Normanni, che edificarono il Castello, passò agli Svevi che modificarono il castello con elementi tipici del periodo federiciano, agli Angioini e agli Aragonesi. Passato al principe di Taranto Giovanni Antonio Orsini Del Balzo, il feudo di Acquaviva fu assegnato in dote nel 1456 alla di lui figlia Caterina sposa del duca d'Atri Giulio Antonio Acquaviva, assieme ai feudi di Noci, Turi, Conversano Castellana, Bitonto, Bitetto e Gioia del Colle. Nel 1499 il feudo di Acquaviva apparteneva alla contea di Conversano.

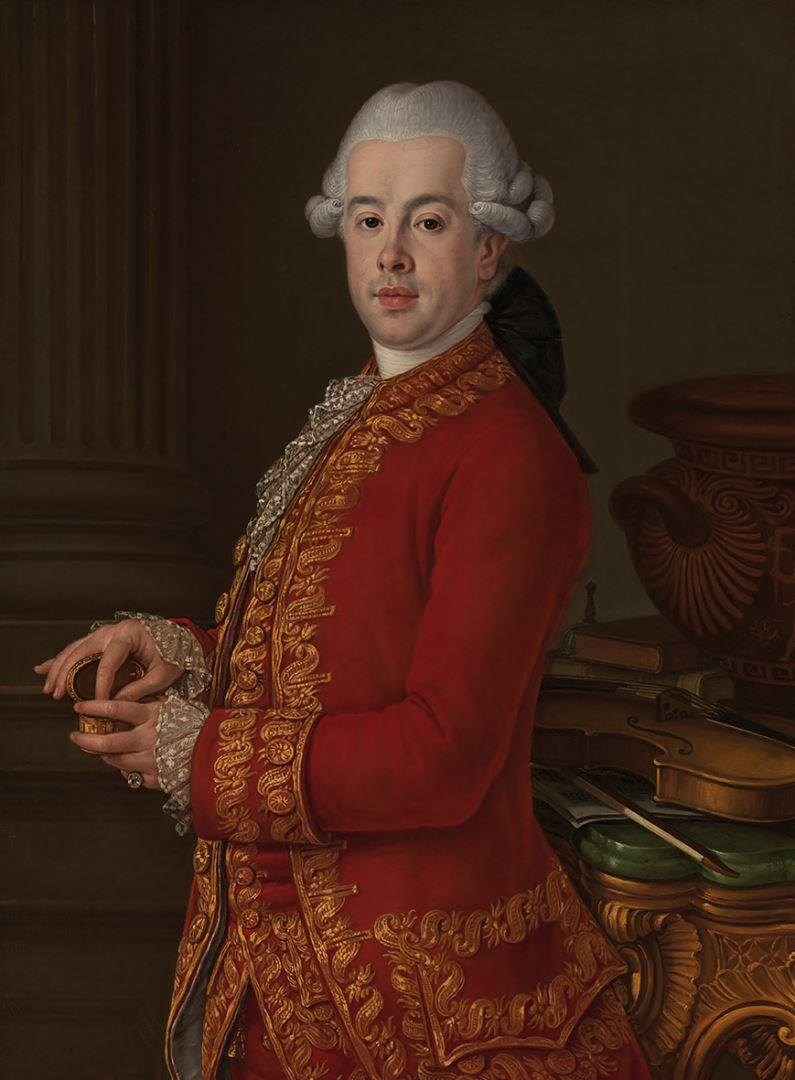
Francesco Saverio Candido, Ritratto di Giovanbattista de Mari, terzo principe d'Acquaviva (1720?-1775), 1773, olio su tela, collezione privata.

Il marchesato di Acquaviva, assieme alla contea di Gioia passato nel 1597 a Giosia e a suo figlio Alberto Acquaviva d'Aragona, fu messo in vendita nel 1614 da quest'ultimo per dissesti finanziari. In tale data in Napoli, presso la Regia Camera della Sommaria era affisso il bando d'asta con l'apprezzo stimato dai Regi Tavolari e Acquaviva era così descritta: «Acquaviva è una terra ricca e populata, 1700 fuochi [8.500 abitanti] di sito bellissimo, presenta comodità di negoziare ogli [oli] stando nel cuore della provincia ricchissima di tale frutto. La vicinanza al mare offre la possibilità di smaltirlo, per Venetia, Ferrara et per altri infiniti luoghi». 
La vendita di Acquaviva, assieme a Gioia del Colle, avvenne il 4 marzo 1614 per acquisto da parte di uomo d'affari genovese marchese Paride Pinelli. Nel 1623, alla morte di quest'ultimo, il feudo di Acquaviva e Gioia fu tenuto in fitto per 35 anni (1629-1664) da Giangirolamo Acquaviva d'Aragona, dal genovese Antoniotto Spinola, dal marchese Caracciolo di Santeramo e poi dal principe di Cassano, Gaspare Ayerbo. Nel 1663 Giovanni Girolamo Molignani, sulle ceneri di una precedente accademia poetico-letteraria, fonda l'Accademia dei Ravvivati. Il feudo fu comprato finalmente nel 1665 per 216 000 ducati dal marchese genovese di Assigliano Carlo I de Mari. Il nuovo feudatario, con il quale iniziò il dominio della famiglia de Mari, protrattosi per oltre un secolo e mezzo, fissò la sua dimora nel vecchio castello di Acquaviva delle Fonti, trasformandolo in uno splendido palazzo baronale.
L'opera di trasformazione sul castello, da parte di Carlo de Mari e dei suoi successori, fu radicale: essi lo trasfigurarono completamente, portandolo a un assetto molto prossimo a quello attuale, avente lo status di palazzo nobiliare.

### Feudatari

#### XII secolo
- Cornulo (1129);
- Roberto Brizio (1136);
- Roberto Gurgulione (1145).

#### XIII secolo
- Filippo Cinardi (1240);
- Consiglio da Bari (1266);
- Galgano de Marra (1269);
- Guglielmo I de Sateguevilla (1270);
- Guglielmo II de Sateguevilla (1270);
- Guglielmo III de Sateguevilla (1282);
- Guglielmo d'Alneto (1284).

#### XIV secolo
- Raimondo Berengario (1303);
- Azzo VIII, signore di Ferrara (1305);
- Bertrando del Balzo, Conte d'Andria (1309);
- Francesco I del Balzo, Duca d'Andria (1351);
- Luigi d'Enghien (1375 circa);
- Luigi di Sanseverino (1382);
- Franceschello Guindazzo (1382);
- Pietro di Lussemburgo (1397).

#### XV secolo
- Antonio de Sansovisiis (1407);
- Alberico da Barbiano (1409);
- Giovannella Gesualdo e Domenico Attendolo Sforza (1414);
- Giacomo II di Borbone-La Marche, principe di Taranto e duca di Calabria (1415);
- Maria d'Enghien e Giovanni Antonio Orsini Del Balzo, principe di Taranto (1416);
- Giovanni Antonio Orsini Del Balzo, principe di Taranto (1429);
- Jacopo Caldora, duca di Bari (1434);
- Antonio Caldora, duca di Bari (1439);
- Giovanni Antonio Orsini Del Balzo, duca di Bari e principe di Taranto (1440);
- Francesco II del Balzo, duca d'Andria (1450 circa);
- Pirro del Balzo, duca d'Andria e signore di Acquaviva (1482);
- Federico IV d'Aragona, duca d'Andria e signore di Acquaviva (1487);
- Giovanna di Trastámara, principessa d'Aragona e regina consorte di Ferdinando I di Napoli (1496);
- Andrea Matteo Acquaviva d'Aragona (1499).

#### XVI secolo
- Prospero Colonna (1503);
- Andrea Matteo Acquaviva d'Aragona (1505);
- Giovanni Antonio Donato Acquaviva d'Aragona (1511);
- Giovanni Girolamo I Acquaviva d'Aragona (1554);
- Alberto Acquaviva d'Aragona, undecimo duca d'Atri e conte di Gioia (1575);
- Giosia Acquaviva d'Aragona, duodecimo duca d'Atri (1597).

#### XVII-XVIII secolo
- Ascanio de Scribanis (1611);
- Paride Pinelli, marchese di Civitasantangelo (1614);
- Giangirolamo Acquaviva d'Aragona (1629);
- Antoniotto Spinola (1640);
- Giovanni Battista Caracciolo, in fitto al marchese di Santeramo (1658);
- Gaspare Ayerbo d'Aragona, in fitto al principe di Cassano (1664);
- Carlo I de Mari, primo principe di Acquaviva e secondo marchese di Assigliano (1665). Moglie: Geronima Doria. Figli: Teresa de Mari;
- Carlo II de Mari, secondo principe di Acquaviva e terzo marchese di Assigliano (1697). Moglie: Beatrice di Tocco dei principi di Montemiletto. Figli: Laura de Mari.
- Giovanbattista de Mari, terzo principe di Acquaviva (1740). Moglie: Maria Grazia Caracciolo;
- Carlo III de Mari, quarto principe di Acquaviva (1775). Moglie: Maria Rosa Gaetani. Figli: Beatrice de Mari.

### Simboli
Lo stemma del comune di Acquaviva delle Fonti è stato riconosciuto con decreto del capo del governo del 25 febbraio 1936 e confermato con D.P.C.M. del 21 gennaio 1962.
Il gonfalone, concesso con regio decreto dell'11 maggio 1936, è costituito da un drappo di azzurro.

## Monumenti e luoghi d'interesse

### Architetture religiose

#### Concattedrale di Sant'Eustachio martire

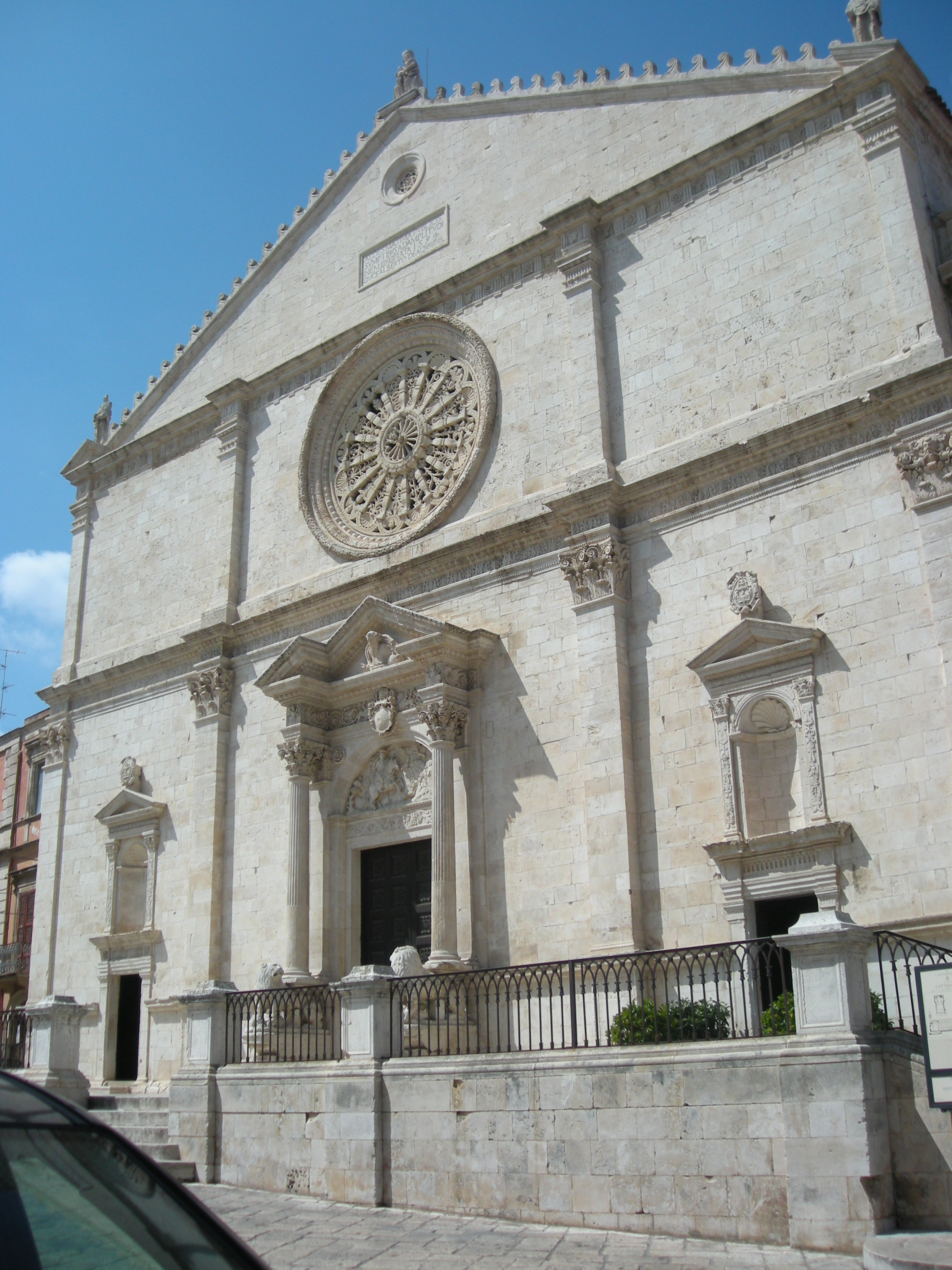
Cattedrale di Sant'Eustachio Martire, facciata principale

Dove ora sorge il duomo acquavivese, un tempo era probabilmente collocata una chiesa voluta dal feudatario normanno della universitas di Acquaviva Roberto Serguglione. Essa fu costruita tra l'XI e il XIII secolo ed era stata disegnata seguendo i modelli del Romanico pugliese.
La concattedrale di Sant'Eustachio Martire — la struttura attuale — fu costruita per volontà di Cesare Lambertini a partire dal 1529, quando era feudatario di Acquaviva Giannantonio Donato Acquaviva d'Aragona. Essa fu consacrata nel 1623 dall'arcivescovo di Bari e Canosa Ascanio Gesualdo. La chiesa fu storicamente sede di una prelatura nullius e dovette difendere per secoli i suoi privilegi di esenzione giurisdizionale ecclesiastica come chiesa palatina dalle pretese degli arcivescovi di Bari fino all'unione personale con la prelatura di Altamura nel 1848 che ne consolidò definitivamente i diritti.
La facciata, rinascimentale, è divisa in tre ordini: in quello centrale è possibile ammirare il magnifico rosone a sedici bracci riccamente decorato. Sul portale centrale a cuspide interrotta eretto da colonne in stile corinzio poggianti su leoni stilofori, vi è rappresentato Dio Padre, sotto il quale trova posto la lunetta con il bassorilievio con la scena della conversione del generale romano Eustachio. All'interno, la basilica-cattedrale vede decorazioni policrome marmoree eseguite nell'Ottocento dal monsignor Giandomenico Falconi. La cripta rivestita ancora da marmi policromi e stucchi sulle volte vede tre altari: a destra uno in marmo dedicato a sant'Eustachio e alla sua famiglia, al centro uno argenteo dedicato al Santissimo Sacramento e a sinistra, ancora in argento, uno dedicato a Maria Santissima di Costantinopoli, patrona di Acquaviva. Quest'ultimo altare conserva nella propria cona il dipinto Madonna di Costantinopoli attribuito a Francesco Palvisino e datato tra il 1540 e il 1560.

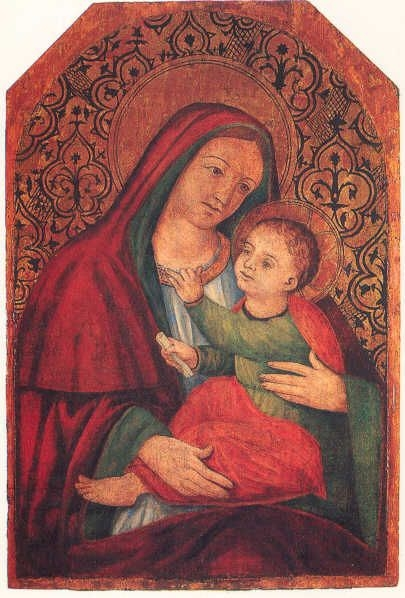
Madonna di Costantinopoli, icona attribuita a Francesco Palvisino, XVI secolo.

#### Chiesa di Santa Maria Maggiore
La chiesa di Santa Maria Maggiore risale al XVI secolo e fu consacrata il 30 agosto 1620 dal vescovo Pietro Petrarca. Fino alla sua soppressione a tale chiesa era annesso un convento dell'Ordine dei frati minori.
Internamente è decorata in stile barocco e la sua pianta è a navata unica con cappelle laterali tra loro comunicati.

#### Chiesa di Santa Lucia
La chiesa di Santa Lucia, ubicata nella periferia del paese, risulta essere molto semplice dal punto di vista strutturale: esternamente la facciata è a capanna ed internamente presenta un'unica navata. Sul fondo della chiesa è presente il campanile.

#### Chiesa di Santa Chiara
La chiesa di Santa Chiara, sussidiaria della parrocchia di Sant'Eustachio, fu completata nel XVII secolo contestualmente a un convento di monache clarisse. La chiesa è ad aula unica e attualmente al suo interno presenta quattro cappelle e tre altari, oltre a diverse opere pittoriche, tra cui due dipinti di Carlo Rosa (Madonna con Bambino che appare a san Francesco d'Assisi e a santa Chiara e Sant'Oronzo e due angeli) e un altro a lui attribuito (Adorazione dei pastori), e scultoree, tra cui il Crocifisso, anonimo.

#### Cappella di Santo Staso
La cappella di Santo Staso è un ex luogo di culto cattolico di Acquaviva delle Fonti.

#### Chiesa dell'Arcangelo Gabriele
La Chiesa dell'Arcangelo Gabriele è una cappella presente nell'agro di Acquaviva, accanto alla Tenuta Pietro Rossi, elegante casale di campagna edificato nel 1620.

### Architetture civili

#### Palazzo Vescovile
Il Palazzo Vescovile è stato costruito nel XIX secolo a ridosso della cattedrale. Voluto dal vescovo Giandomenico Falconi, è stato progettato dall'architetto Luigi Castellucci.

#### Palazzo de Mari-Doria

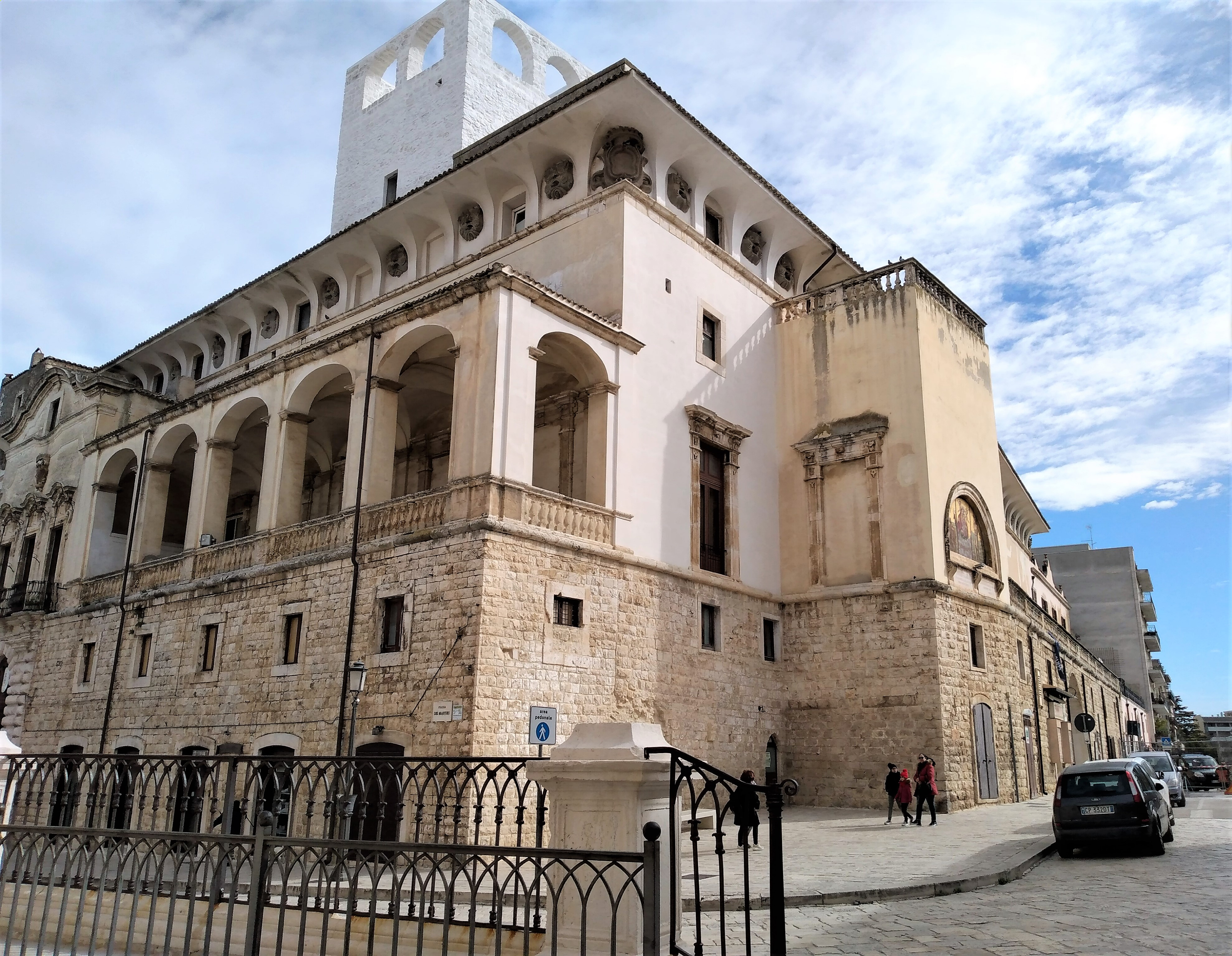
Palazzo de Mari (2023)

Fatto costruire dal nobile genovese e patrizio napoletano Carlo I de Mari, principe di Acquaviva, marchese di Assigliano, possessore anche di Gioia del Colle e Castellaneta, alla fine del XVII secolo inglobando le strutture dell'ex castello normanno di cui oggi si vedono vari particolari, tra cui i resti di una torre ottagonale. Il monumentale palazzo probabilmente fu opera dell'architetto genovese Riccobuono. La facciata principale con un grande loggiato, vede centrale una triplice balconata balaustrata sul grandioso portale inferiore d'ingresso di gusto napoletano. Particolare è la successione di maschere apotropaiche che corre lungo il cornicione conclusivo del nobile palazzo; presenta una corte interna con una grande scalinata che conduce al loggiato del primo piano dove vi è lo stemma araldico dei principi de Mari-Doria; qui vi sono due splendidi portali di ingresso che recano l'iscrizione «Carolvs De Mari Aqvavivæ Princeps». Tutta la struttura conta di oltre cento ambienti interni. Il palazzo passò nel secolo XIX a Sante Alberotanza, nobile di Mola di Bari, e successivamente fu acquistato dall'allora Università di Acquaviva che ne fece sede municipale di Acquaviva delle Fonti.

#### Villa de Mari
La Villa de Mari, costruita nel 1670 circa e collocata fuori dalle mura del centro storico di Acquaviva delle Fonti, è stata la residenza acquavivese della famiglia de Mari. Tale edificio era circondato da un giardino — motivo per il quale è anche soprannominato Giardino del Duca — al cui ingresso principale era costituito dall'Arco del Duca.

#### Cassarmonica

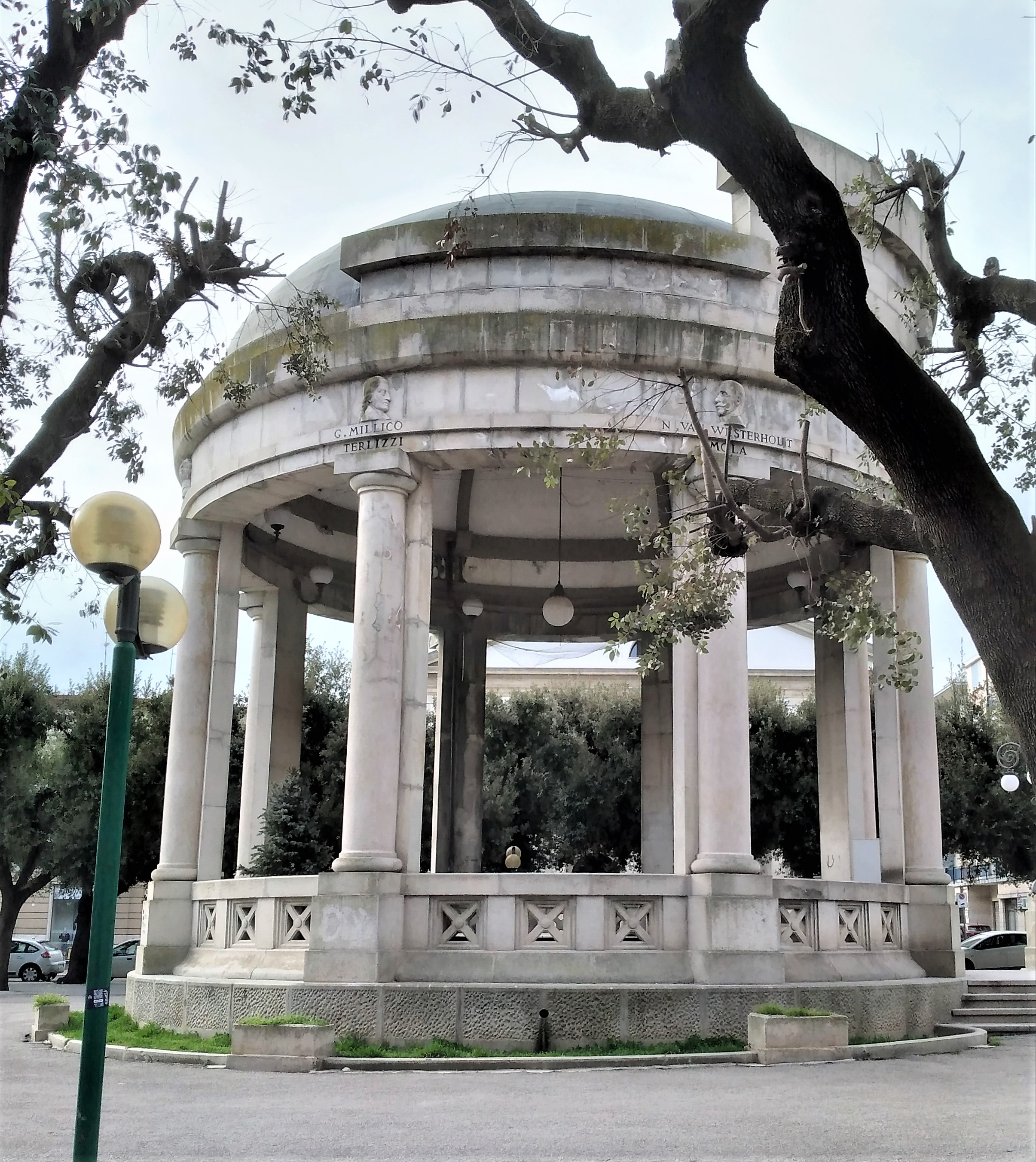
Cassarmonica

La Cassarmonica è stata edificata nel 1930, con il contributo economico dei cittadini acquavivesi, per onorare la banda musicale locale. È costruita interamente con blocchi di cemento armato prefabbricato (raro esempio, assieme alla cassa armonica di Rapallo, in Liguria).

#### Monumento ai caduti di tutte le guerre di tutte le nazioni
Il monumento ai caduti di Acquaviva delle Fonti è stato edificato nel 1960, dopo svariati progetti e proposte iniziati già nel 1921. Progettato dall'architetto Antonio Cirielli e sito in piazza Giuseppe Garibaldi, commemora i cittadini acquavivesi caduti nella prima guerra mondiale, nella seconda guerra mondiale e nella guerra d'Etiopia.

### Architetture militari

#### Campo dei Missili
Sul territorio di Acquaviva delle Fonti, tra il gennaio e l'aprile del 1960 sulla via vecchia di Sannicandro di Bari, a poca distanza dal centro abitato di Acquaviva, fu realizzata una base dell'Aeronautica Militare Italiana, soprannominata dal popolino il "Campo dei Missili". Qui era situata per l'esattezza la base n. 9 della 2ª Squadriglia del 111º Gruppo della 36ª Aerobrigata Interdizione Strategica nata per ospitare i PGM-19 Jupiter, missili a testata termonucleare a medio raggio (ovvero con portata tra i 1000 e i 5500 km) puntati verso l'Unione Sovietica. Sette basi furono altresì operative dal 1958 al 1963 sulle Murge lungo il tracciato della via Appia a Spinazzola, Gravina, Casal Sabini-Altamura, Ceraso-Altamura, Gioia del Colle, Laterza e Mottola, mentre due basi furono localizzate in Basilicata, presso Irsina e Matera. Ciascuna delle basi aveva installato al suo interno tre missili Jupiter, ognuno dei quali con potenza pari a circa cento bombe atomiche come quella lanciata su Hiroshima. Il 1º marzo 1957 venne lanciato il primo missile IRBM (Intermediate Range Ballistic Missile) Jupiter dalla base statunitense di Cape Canaveral. Poco più di due anni dopo, a partire dal 5 settembre 1959 cominciò l'installazione del "sistema d'arma Jupiter" in Italia, operazione che si concluse il 20 giugno 1961, quando anche l'ultima base divenne operativa. Nel gennaio 1963 gli USA comunicarono al governo italiano la decisione, presa durante gli sviluppi della crisi dei missili di Cuba, di ritirare i missili. Nel giugno dello stesso anno, l'ultimo missile Jupiter fu rimosso dalla Murgia e imbarcato oltreoceano.

### Aree naturali

#### Oasi Gioacchino Carone
A nord del centro urbano, lungo la destra della lama Baronale, il WWF Italia tutela un'area arbustiva chiamata Oasi Gioacchino Carone ed estesa per 2,5 ettari.

#### Alberi monumentali della Puglia
Nel territorio di Acquaviva delle Fonti sono ubicati quattro degli alberi monumentali della Puglia. Due di essi sono collocati nei pressi della contrada Baronaggio, mentre gli altri si trovano uno in località San Vito e l'altro presso la masseria Magazzeni. Tutti i suddetti alberi sono roverelle (Quercus pubescens).

## Società

### Evoluzione demografica
Abitanti censiti

### Etnie e minoranze straniere
Gli stranieri residenti nella cittadina al 31 dicembre 2019 erano 732, pari al 3,58% della popolazione complessiva. Le comunità più numerose sono:
- Albania: 253
- Romania: 167
- India: 53
- Georgia: 51
- Senegal: 42
- Cina: 38
- Marocco: 25
- Perù: 6
- Venezuela: 5

### Istituzioni, enti e associazioni
Acquaviva delle Fonti è sede dell'Ospedale generale regionale Francesco Miulli, uno degli ospedali più grandi e importanti della Regione Puglia.
Il comune fa parte dell'associazione Borghi Autentici d'Italia.

## Cultura

### Musei
Nel Palazzo de Mari era ubicata un'esposizione permanente di reperti archeologici intitolata "Salentino, alle origini della città". La collezione constava di un centinaio di ceramiche di origine apula e peuceta, provenienti dalla zona archeologica di Salentino — reperti databili tra il VI e il III secolo a.C., rinvenuti durante le campagne di scavo effettuate tra il 1976 e il 1979 —, lame e raschiatoi risalenti all'industria litica del Paleolitico superiore dalla grotta di Curtomartino e altri reperti provenienti dalle zone di Ventauro e Baronaggio.
Tale mostra è confluita nell'AMA (acronimo di Acquaviva Museo Archeologico), inaugurato nell'ottobre 2020 e situato sempre nel municipio.

### Istruzione

#### Scuole secondarie di II grado
Hanno sede ad Acquaviva delle Fonti:
- Il Liceo Don Lorenzo Milani, indirizzi Linguistico, Scienze Umane, Economico Sociale, Musicale
- L'I.I.S.S. Rosa Luxemburg, indirizzi Servizi per la sanità e l'assistenza sociale, Servizi culturali e dello spettacolo, Liceo Artistico con indirizzo Grafico e Multimediale
- L'I.I.S.S. C. Colamonico - N. Chiarulli, indirizzi Amministrazione Finanza e Marketing, Turismo, Informatica e Telecomunicazioni, Chimica, materiali e biotecnologie, Manutenzione ed Assistenza tecnica, Industria e Artigianato per il Made in Italy.

### Media
L'informazione cittadina è curata dal mensile gratuito L'Eco…di Acquaviva, edito dall'associazione Progetto Spazio 2000 e distribuito gratuitamente, e La Piazza, bimestrale edito dall'associazione omonima. Ad essi si affiancano l'emittente televisiva TeleMajg, che trasmette via etere in forma analogica, digitale e in live streaming, e i giornali telematici AcquavivaLive.it e Acquavivanet. Attivo anche il sito di informazione Acquaviva Partecipa. È presente anche una emittente radiofonica, Radio Futura (FM 98.500 MHz), con base operativa nella zona industriale.

### Teatro
In piazza Vittorio Emanuele II è situato il teatro comunale "Sebastiano Arturo Luciani" edificato i primi del Novecento e di proprietà comunale. Dal 1983 versa in stato di abbandono a causa della scadenza del contratto di gestione. Negli ultimi anni è stato sottoposto a interventi di restauro interni ed esterni al fine di non comprometterne la staticità; nel marzo 2022 il teatro viene riaperto dopo tre anni di restauro e la rappresentazione teatrale inaugurale è stata tenuta dall'Orchestra sinfonica di Kiev.
Il 18 dicembre 2011 la compagnia Teatro Egò, di Santeramo in Colle, esordisce con La Signorina Papillon, completamente rinnovata, al teatro dell'oratorio di San Domenico Savio di Acquaviva delle Fonti.

### Cinema
Tra il 1930 e il 1931 fu girato ad Acquaviva uno degli ultimi film muti del cinema italiano, intitolato Idillio infranto. Il regista era Nello Mauri e la protagonista femminile sua moglie, l'attrice milanese Ida Mantovani. Il resto del cast era costituito da attori dilettanti, tra cui gli altri due protagonisti: Pasquale Iacobellis e Michele Silecchia.
Ad aprile del 2019 sono state girate ad Acquaviva alcune scene del film Tolo Tolo, con regista e protagonista Checco Zalone. Le riprese sono avvenute in una banca, nel Palazzo de Mari e in alcune vie del centro storico nei pressi della chiesa di Santa Chiara.

### Cucina

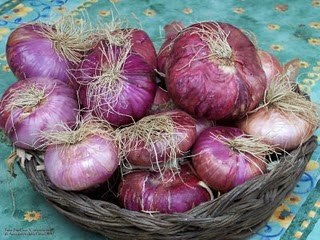
Cesto di cipolle rosse di Acquaviva delle Fonti

La città è nota per la cipolla dolce che cresce sulla sua terra, chiamata cipolla rossa di Acquaviva delle Fonti. La produzione è molto limitata (circa 200 quintali all'anno) poiché la sua coltivazione utilizza ancora metodi tradizionali e rudimentali per preservarne l'aroma e la fragranza. La cipolla rossa di Acquaviva e il suo famoso "calzone" sono celebrati con due sagre che si tengono alla fine di luglio e a metà ottobre di ogni anno.

### Eventi

#### Festa della Madonna di Costantinopoli
La festa patronale della Madonna di Costantinopoli si svolge in quattro giorni culminando nel primo martedì di settembre.
Già a partire dalla settimana precedente l'immagine della Vergine viene portata in processione in sette giorni nelle sette parrocchie di Acquaviva (peregrinatio Mariae). La domenica mattina, dopo la celebrazione, vi è il rito dell'Intronizzazione. Il martedì mattina si celebra in piazza il solenne pontificale, al termine del quale il sindaco consegna le chiavi della città nelle mani della Protettrice, e la sera l'immagine della Madonna viene portata in processione. La festa religiosa si conclude il mercoledì sera, quando l'immagine della Madonna esce nuovamente dalla Cattedrale per la processione di saluto intorno a piazza Vittorio Emanuele II.
La domenica sera si svolge il corteo storico che rievoca l'ingresso del quadro così come tramandato dalla leggenda (si narra che l'icona provenga da Costantinopoli e che, giunta a Bari via mare, sia stata portata ad Acquaviva su un carro trainato da buoi).
Il martedì sera, culmine della festa, secondo una tradizione risalente al 1848 avviene il lancio di una mongolfiera ad aria calda, soprannominata "U'Pallon" pesante circa un quintale e alta 21 metri.

## Infrastrutture e trasporti

### Strade
Le strade provinciali più importanti che attraversano il territorio di Acquaviva delle Fonti sono:
- la SP 20, che la collega alla Gioia-Santeramo;
- la SP 48, che la collega a Cassano delle Murge;
- la SP 75, che la collega a Casamassima;
- la SP 76, che la collega a Sannicandro di Bari;
- la SP 82, che la collega a Gioia del Colle;
- la SP 83, che la collega ad Adelfia;
- la SP 125, che la collega a Sammichele di Bari;
- la SP 127, che la collega a Santeramo in Colle;
- la SP 139, che la collega a Putignano;
- le SP 205 e 205 bis, ossia la sua circonvallazione.

Il casello di Acquaviva delle Fonti immette direttamente sull'autostrada A14 Bologna-Taranto.

### Ferrovie
La stazione di Acquaviva delle Fonti si trova sulla ferrovia Bari-Taranto a simile distanza chilometrica dai due capoluoghi, servita da Trenitalia con 36 corse giornaliere e 4 corse con autobus sostitutivi, ed è situata sulla direttrice Bologna-Taranto-Reggio Calabria.
Per servire il Campo dei Missili, negli primi anni 1960 fu costruita la stazione di Le Chiasce, nei pressi della contrada Scappagrano, sul tracciato originario della linea Bari-Taranto.

## Amministrazione

### Gemellaggi
- Cesano Boscone, dal 2013;
- San Miguel de Allende;[37]
- Taranto.

### Altre informazioni amministrative
Il comune di Acquaviva delle Fonti ha fatto parte della Comunità montana della Murgia Barese Sud-Est fino al 2010, anno della sua definitiva soppressione. Esso raggruppava complessivamente 7 comuni della ex Provincia di Bari.

## Sport

### Calcio
Si fa menzione all'Unione Sportiva Acquavivese, compagine che militò fra seconda e terza serie calcistica nazionale, la Prima Divisione, fra il 1928 e il 1929 ed esistita almeno fino all'immediato dopoguerra. Dopo il fallimento, nel 2011-2012, dell'ACD Acquaviva fondata nel 1996, il calcio acquavivese è rappresentato dall'Atletico Acquaviva (rossoblù) e dalla Football Acquaviva (biancoblù), che nella stagione 2024-25, militano rispettivamente nel girone unico del campionato di eccellenza pugliese e in Terza Categoria, anche se nel recente passato (stagione 2020-21) sono state contrapposte nello stesso torneo.
La stracittadina di Acquaviva delle Fonti, ovvero l'incontro calcistico che vede contrapposte le due squadre succitate, è noto come derby della Cassarmonica.

### Pallacanestro
Negli altri sport di squadra, si annovera l'ASD Basket Acquaviva Team, che ha giocato nel Campionato di Promozione maschile di pallacanestro. Nella stagione 2023-24, la principale società è l'Acquaviva Basket Academy, inserita nel girone B di Divisione Regionale 3.

### Pallavolo
Per quanto riguarda la pallavolo femminile, nell'estate 2017 è stata fondata la VolleyUp, la quale disputa le partite casalinghe presso il palazzetto dello sport "Tommaso Valeriano". Per la stagione 2021-2022 milita in Serie C.

### Ciclismo
Il Gruppo Ciclistico Fausto Coppi, fondato nel 1981, è l'associazione sportiva cittadina più longeva. Esso ogni anno organizza una ciclopasseggiata fine a promuovere l'utilizzo dei mezzi di trasporto ecologici.

### Atletica
Molto importante, inoltre, è la società di atletica leggera Amatori Atletica Acquaviva. Storica società tra le più importanti a livello nazionale nella disciplina della marcia, è fregiata di alcuni titoli nazionali, come l'oro vinto da Giovanni Tomasicchio nei 60 metri piani ai campionati italiani assoluti di atletica leggera indoor 2008. Atleta di maggiore spicco è Domenico Nettis, il quale ha conquistato la medaglia di bronzo nella staffetta 4×100 metri ai campionati europei di atletica leggera 1994.

### Skateboard
Nell'ottobre del 2019, presso il centro sportivo "Tommaso Valeriano", è stato inaugurato il primo parco da skate del paese.

### Impianti sportivi
I principali impianti sportivi acquavivesi sono lo stadio Giammaria e il centro sportivo "Tommaso Valeriano". Presso lo stadio sono disputate le gare di atletica e le partite di calcio delle suddette squadre, mentre nel palazzetto dello sport quelle di pallavolo.